# Otto Rüster
Otto Rüster (Ruester, Ruster) (1895 – ??) foi um mestre de xadrez alemão.
Ele representou a Alemanha na 2ª Olimpíada de Xadrez não oficial em Budapeste, 1926. Ele jogou várias vezes no Congresso de Xadrez da Silésia, e venceu em Breslau em 1925 (o 4º SCC). Após a Segunda Guerra Mundial, ele morou na Alemanha Oriental.
Antes e depois da guerra, ele participou de muitos torneios de xadrez por correspondência .